# NGC 495
NGC 495 is een balkspiraalstelsel in het sterrenbeeld Vissen. Het hemelobject ligt 169 miljoen lichtjaar van de Aarde verwijderd en werd op 12 september 1784 ontdekt door de Duits-Britse astronoom William Herschel.

## Synoniemen
- PGC 5037
- UGC 920
- MCG 5-4-35
- ZWG 502.58